# 長浜盆梅展

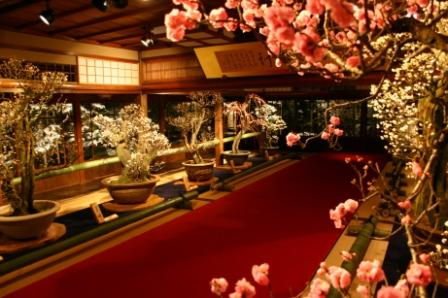
展示風景（2008年）

長浜盆梅展（ながはまぼんばいてん）は、滋賀県長浜市で毎年1月10日から3月10日に開催される盆梅の展示会である。主催者は長浜市。滋賀県湖北地方の春の風物詩のひとつともなっている。現在では全国各地で同様の盆梅展が開催されているが、長浜は歴史・規模ともに「日本一の盆梅展」を標榜している。

## 概要
長浜市港町にある慶雲館を会場とし、梅の盆栽を大広間に展示している。総計約300鉢の盆梅を擁し、そのうち開花時期に合わせて約90鉢を交代で展示している。2月には開館時間が20時まで延長され、盆梅と庭園（国の名勝）が幻想的にライトアップされる。歴史・規模ともに日本一を誇る盆梅展とされ、期間中は全国から多くの人が訪れる。

## 歴史
大正時代、浅井町高山（現・長浜市高山町）在住の高山七蔵が、自らの所持していた梅の盆栽約40鉢を「多くの人に鑑賞してもらえれば」と長浜市に寄贈したのが、盆梅展のルーツとなっている。1952年（昭和27年）から毎年開催されている。

## 交通
- JR西日本琵琶湖線（北陸本線） 長浜駅から徒歩3分。
- 期間中は大津港から長浜港まで「冬のびわこ縦走 雪見船」が琵琶湖汽船により運航される[2][3]。

## 実施状況
- 開催日時：1月10日から3月10日（開催年により異なる）
- 入場時間：9時から17時まで。
- 入場料：大人（高校以上）500円、小中学生200円　※15名以上で団体割引（10％割引）